# Kabinett Browne
Das Kabinett Browne wurde in Antigua und Barbuda am 13. Juni 2014 durch Premierminister Gaston Browne von der Antigua and Barbuda Labour Party (ABLP) gebildet. Es wurde 2018 durch das Kabinett Browne II abgelöst, dieses wiederum 2023 durch das Kabinett Browne III.

## Mitglieder
Dem Kabinett gehörten folgende Minister an:
| Amt                                                                                  | Name                    | Beginn der Amtszeit | Ende der Amtszeit |
| ------------------------------------------------------------------------------------ | ----------------------- | ------------------- | ----------------- |
| Premierminister                                                                      | Gaston Browne           | 13. Juni 2014       | amtierend         |
| Minister für Finanzen und Unternehmensführung                                        | Gaston Browne           | 18. Juni 2014       | amtierend         |
| Minister für Justiz und Rechtsangelegenheiten, öffentliche Sicherheit und Arbeit     | Steadroy Benjamin       | 18. Juni 2014       | amtierend         |
| Minister für öffentliche Einrichtungen, Zivilluftfahrt und Verkehr                   | Robin Yearwood          | 18. Juni 2014       | amtierend         |
| Minister für Tourismus, wirtschaftliche Entwicklung, Investitionen und Energie       | Asot Michael            | 18. Juni 2014       | amtierend         |
| Minister für Landwirtschaft, Ländereien, Fischereien und Angelegenheiten von Barbuda | Arthur Nibbs            | 18. Juni 2014       | amtierend         |
| Minister für Bildung, Wissenschaft und Technologie                                   | Michael Browne          | 18. Juni 2014       | amtierend         |
| Minister für öffentliche Arbeiten und Wohnungsbau                                    | Eustace Lake            | 18. Juni 2014       | amtierend         |
| Minister für Handel, Gewerbe und Industrie, Sport, Kultur und Nationalfestivals      | Paul Chet Greene        | 18. Juni 2014       | amtierend         |
| Ministerin für soziale Veränderungen und Entwicklung menschlicher Ressourcen         | Samantha Marshall       | 18. Juni 2014       | amtierend         |
| Minister für auswärtige Angelegenheiten, Einwanderung und internationalen Handel     | Charles Henry Fernandez | 18. Juni 2014       | amtierend         |
| Minister für Information, Rundfunk, Kommunikation und Informationstechnologie        | Melford Nicholas        | 18. Juni 2014       | amtierend         |
| Minister für Gesundheit und Umwelt                                                   | Molwyn Joseph           | 18. Juni 2014       | amtierend         |

## Weblink
- Homepage der Regierung von Antigua und Barbuda